# Szandryhołowe
Szandryhołowe (ukr. Шандриголове) – wieś na Ukrainie, w obwodzie donieckim, w rejonie kramatorskim. W 2001 liczyła 1035 mieszkańców.